# 愛犬奇緣
《愛犬奇緣》是一部中國寵物元素愛情喜劇電影，由陳國輝、夏永康執導， 馮紹峰、古力娜紮、辣目洋子、卜冠今、劉以豪、杜源 、 吳昊宸、姚弛主演。電影講述了三組養狗的單身男女，他們因狗相識結緣或因狗和解，俊男靚女混搭可可愛愛的萌寵，糖分滿滿惹人心動的故事，該片於2021年4月20日正式殺青。原本預計2022年5月20日上映，但在2022年5月16日臨時宣佈取消上映，於2023年8月22日上映。

## 劇情簡介
三對年輕人的情感故事，三段故事，展現出三種當下單身“狗”的不同生活態度。

## 演員陣容

### 主要角色
| 演員                | 角色   | 介紹                     |
| 馮紹峰              | 狗王陳 | 憤世嫉俗的男人。         |
| 古力娜紮            | 千菲菲 | 認為錢最有安全感的女人。 |
| 辣目洋子 （李嘉琦） | 小雪   | 愛情悲觀主義者。         |
| 劉以豪              | 程風   | 渴望愛情的男人。         |
| 卜冠今              | 魏小楠 | 叛逆女孩。               |
| 姚弛                | 王子成 | 養狗達人。               |

### 其他角色
| 演員 | 角色   | 介紹           |
| 杜源 | 魏國明 | 討厭狗的男人。 |

## 外部連結
- 愛犬奇緣的新浪微博
- 豆瓣电影上《愛犬奇緣》的資料 （简体中文）